# 美国反奴隶制学会

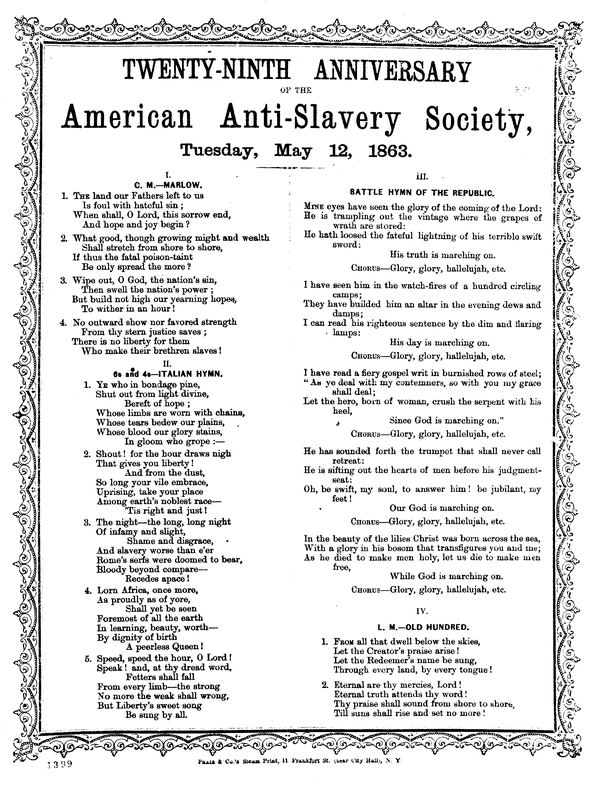
学会29周年活动日程表

美国反奴隶制协会（American Anti-Slavery Society；缩写：AAS、AASS）是威廉·劳埃德·加里森和亚瑟·塔潘创立的一个废奴主义组织，存在于1833年至1870年间，在美国废奴运动中发挥了重要作用。1838年时，该协已会有1,350个地方分会，约250,000名会员。当时许多废奴主义者都曾参加该协会。但由于加里森支持女权运动，又不肯参政，引发数次分裂。